# Jan van Gent (zeilboot)
De Jan van Gent is een open kielzeilboot.
De Jan van Gent onderscheidt zich van overige open zeilboten door diverse technieken, die ten tijde van het ontwerp in 1988 modern waren. Zo is bij het ontwerp nadrukkelijk aandacht besteed aan veiligheid. De Jan van Gent is zelfrichtend door haar kiel en kan door de vijf luchtkasten niet zinken.
Daarnaast heeft de Jan van Gent een rolfok en spi-shute. Door de ophaalbare kiel is de boot trailerbaar.

## Ontwerp
In 1988 is de Jan van Gent ontworpen door Jaap Woort en Jaap Poelman. Beiden hadden jarenlange wedstrijdzeilervaring en wilden eigenschappen van diverse schepen samenvoegen. Op 22 oktober 1988 is de eerste open kielzeilboot in de vaart genomen. De naam komt van de kustvogel jan-van-gent. 

## Nationaal erkende klasse
Er is een klassenorganisatie opgericht op 18 november 1989. Er werden verschillende toerevenementen georganiseerd om de Jan van Gentzeilers met elkaar te binden.
Vanaf 1992 werd de klasse in de gelegenheid gesteld om aan de Alkmaardermeerweek mee te doen. Later, in 1995 kwam daar ook de Sneekweek bij. Langzaam maar zeker groeide het aantal wedstrijdzeilers in de klasse.  Op 11 november 1998 heeft dit geleid tot de erkenning als nationale wedstrijdklasse tijdens de Najaars Zeilwedstrijdvergadering van het Nederlandse Watersportverbond. Uiteindelijk zijn er 22 boten gebouwd, de laatste in 1996.
Na 2010 is het aantal activiteiten drastisch verminderd, de werf in Den Helder hield op te bestaan. De zeilers van het eerste uur zijn gestopt. Sinds 2013 is er ook geen actieve vereniging meer en sinds 2017 is de website www.janvangent.org uit de lucht. Dat neemt niet weg dat de boten nog steeds rondvaren.